# Héctor Fernández Otones
Héctor Fernández Otones (Segovia, 25 de junio de 1983), conocido artísticamente como Héctor Otones.

## Biografía
Este Actor segoviano 
Formado en piano y canto comenzó su carrera a los 18 años como vocalista de varios grupos de música.  En el año 2006 pasa a formar parte del elenco de su primer musical y es ahí cuando decide empezar a formarse  como actor. Desde entonces hemos podido ver a este segoviano interpretando multitud de papeles en los mejores musicales que han pasado por la Gran Vía madrileña y en varias películas y series de Televisión españolas. 

## Filmografía
CINE
- 2023 "Políticamente Incorrectos" DIR. Aracha Etxebarría
- 2023 "Al Otro Barrio" DIR. Mar Olid

### Televisión
- 2025 "La Promesa" Basilio
- 2024 "Romi" episódico
- 2024 "Santuario" episódico
- 2023 "Demokracia"  Dimas
- 2023 "La Segunda Muerte" Isidro
- 2023 "Beguinas" episódico
- 2023 "La Red Púrpura"
- 2022 "Cardo" episódico
- 2022 "Días mejores" Lázaro
- 2021 "García" episódico
- 2021 "El Inmortal" Toribio
- 2020 "Acacias 38" Leonardo
- 2019 "Servir y Proteger" Rafa
- 2019 "Estoy Vivo" episódico
- 2019 "Por H o por B" yonki
- 2019 "La Valla" (Serie Antena 3) episódico
- 2018 "Centro Médico" (Serie TVE1) episódico
- 2018 "El Palestino" Teaser
- 2017 "The Infiltrator" episódico
- 2017- "Centro Médico" episódico

### Cortometrajes
- 2012 - Los Tres Reyes Majos, protagonista
- 2017 - WE'RE, protagonista

### Teatro Musical
- 2019 "El Médico"
- 2016 "Don Juan Tenorio
- 2016 "Sister Act"
- 2014 "Hoy No Me Puedo Levantar"
- 2012 "Shreck"
- 2010  "Peter Pan"
- 2009  "Annie"
- 2008  "Erase una Vez"
- 2007 "Aladdin"